# Самбучі
Самбучі (італ. Sambuci) — муніципалітет в Італії, у регіоні Лаціо,  метрополійне місто Рим-Столиця.
Самбучі розташоване на відстані близько 39 км на схід від Рима.
Населення — 949 осіб (2014).

## Демографія
Населення за роками:

Станом на 1 січня 2023 року в муніципалітеті офіційно проживали 64 іноземці з 9 країн, серед них 52 громадяни країн Євросоюзу та 1 громадянин України.

## Сусідні муніципалітети
- Кастель-Мадама
- Черрето-Лаціале
- Чичиліано
- Сарачинеско
- Віковаро